# Montlouis-sur-Loire
Montlouis-sur-Loire is een gemeente in het Franse departement Indre-et-Loire (regio Centre-Val de Loire). De gemeente telde 11.261 inwoners op 1 januari 2022. De plaats maakt deel uit van het arrondissement Tours.
Montlouis-sur-Loire is sinds 1938 een beschermde oorsprongsbenaming of Appellation d’origine contrôlée (AOC) voor de wijn geproduceerd tussen Loire en Cher in drie gemeenten: Montlouis-sur-Loire, Saint-Martin-le-Beau en Lussault-sur-Loire.

## Geschiedenis
Aan het einde van de 5e eeuw zou de heilige Perpetuus, bisschop van Tours, hier een kapel hebben gewijd aan de heilige Laurentius. Deze lag op een heuvel boven de Loire. Op deze goed te verdedigen hoogte ontstond een nederzetting. In de 12e eeuw werd een nieuwe, grotere kerk gebouwd die werd aangepast in de 15e en de 16e eeuw. Ze werd gewijd aan de heilige Lodewijk. Er ontstond ook bewoning bij de rivierhaven aan de Loire. Op de heuvelflanken kwamen wijngaarden en bovenop de heuvels werden windmolens gebouwd. De wijn werd bewaard in ondergrondse ruimten, uitgehouwen uit de rotsen. Deze ruimten werden soms ook als woning gebruikt. De wijnbouw en -handel brachten voorspoed naar Montlouis-sur-Loire. Maar door verzanding van de Loire verloor de haven haar belang.
In de 19e eeuw kwamen er werken om de gemeente te beschermen tegen overstromingen van de Loire. In 1846 werd een spoorwegbrug over de Loire voor de spoorlijn Parijs - Tours ingehuldigd. Deze brug telde twaalf bogen. De brug was het doelwit van geallieerde bombardementen in 1944 en werd herbouwd in 1947 met twee extra bogen. Vanaf de jaren 1950 groeide de bevolking sterk en werden er nieuwe woonwijken gebouwd.

## Geografie
De oppervlakte van Montlouis-sur-Loire bedroeg op 1 januari 2022 24,55 vierkante kilometer; de bevolkingsdichtheid was toen 458,7 inwoners per km².
De gemeente ligt op de linkeroever van de Loire.
De onderstaande kaart toont de ligging van Montlouis-sur-Loire met de belangrijkste infrastructuur en aangrenzende gemeenten.

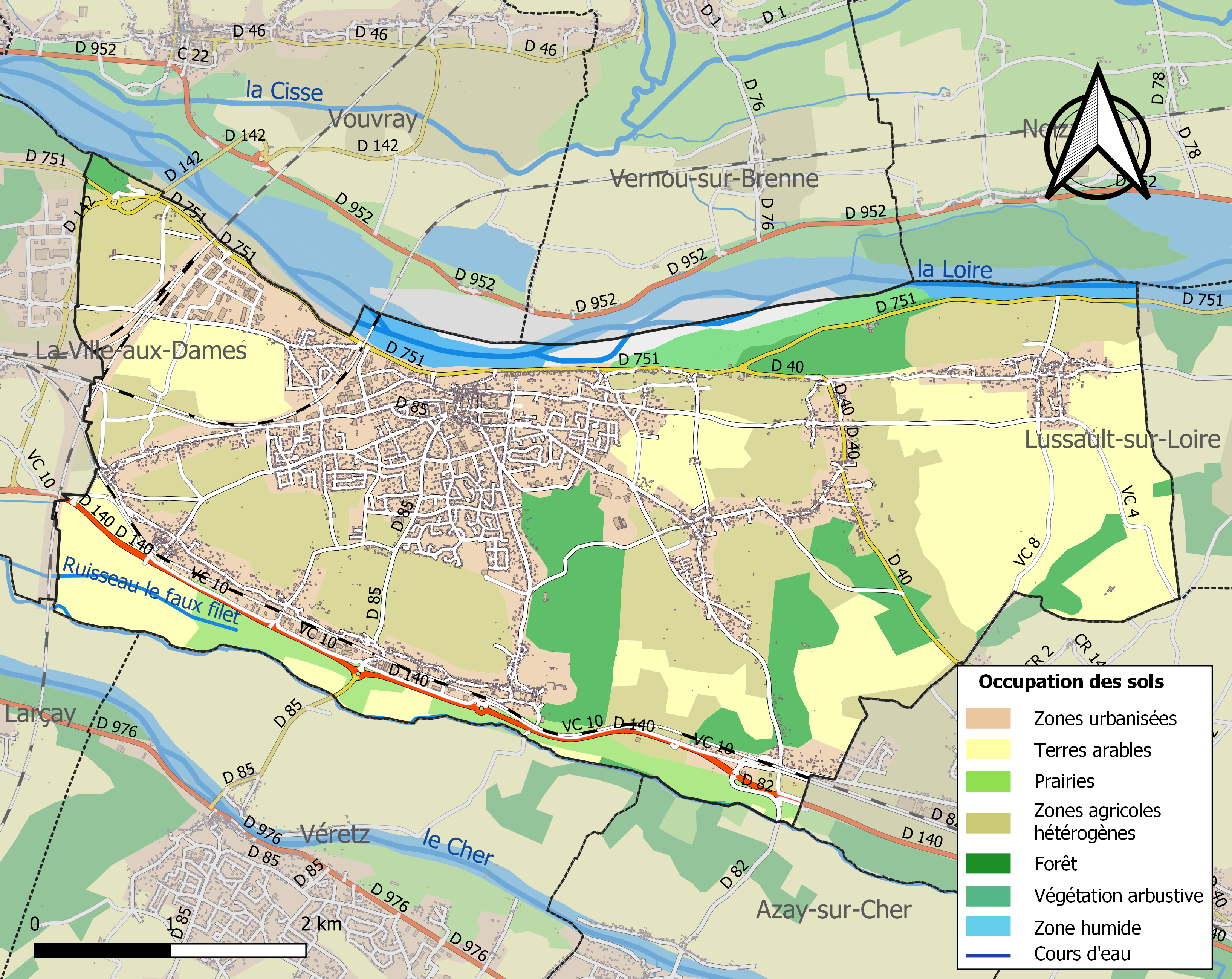

## Demografie
Onderstaande figuur toont het verloop van het inwonertal (bron: INSEE-tellingen).

## Bezienswaardig

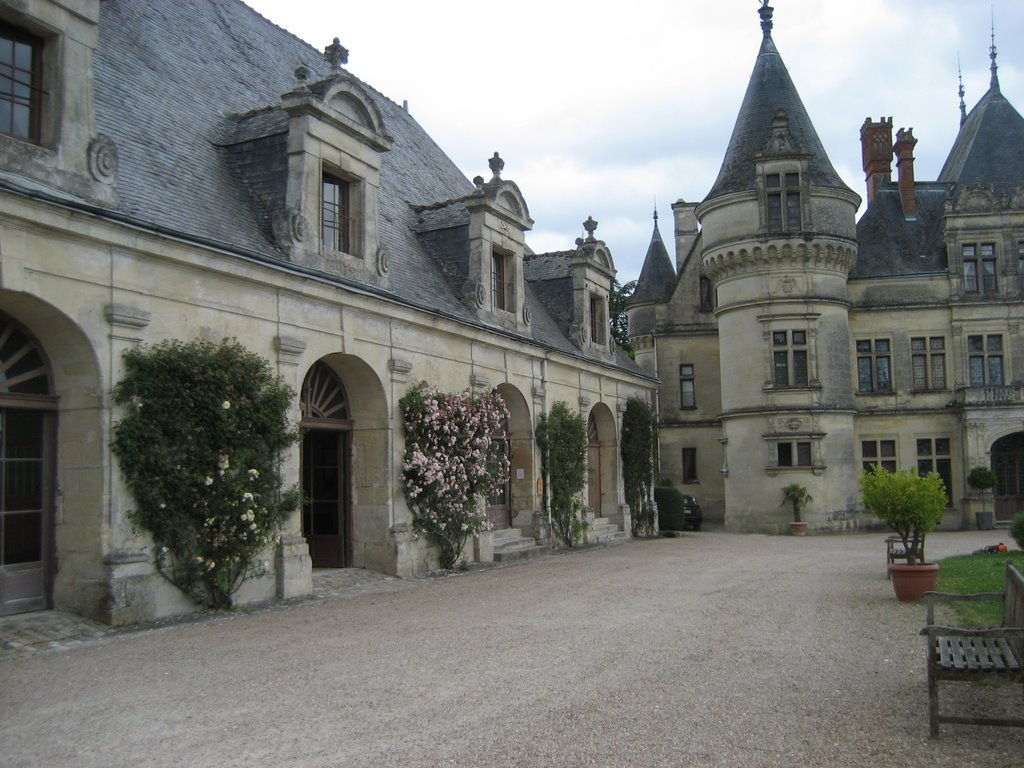
Kasteel van Bourdaisière

- Kasteel van La Bourdaisière

## Trivia
- Aangelegd in 1881 heeft de rue Général de Gaulle haar huidige naam gekregen naar aanleiding van een bezoek in 1959 van president Charles de Gaulle aan de gemeente.